# Wakayama Bokusui

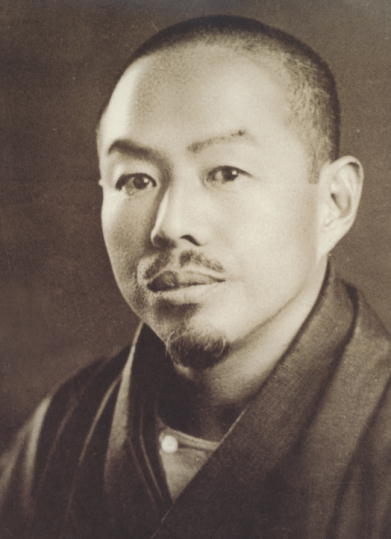
Wakayama Bokusui

Wakayama Bokusui (japanisch 若山 牧水 wirklicher Name: Wakayama Shigeru (若山 繁); * 24. August 1885 in der Präfektur Miyazaki; † 17. September 1928) war ein japanischer Schriftsteller.

## Leben und Wirken
Wakayama Bokusui machte seinen Studienabschluss an der Waseda-Universität. Er begann unter dem Einfluss von Onoe Saishū, einem bekannten Dichter der Meiji-Zeit Tanka zu verfassen. Unter dem Einfluss von Yosano Tekkan verfasste er 1910 „Betsuri“ (別離) – „Abschied“, eine Sammlung von Gedichten. Als Wanderer und Liebhaber von Sake unterhielt er sich selbst mit dem Verfassen von zahlreichen Reise-Essays wie Minakami kikō (みなかみ紀行; 1924) und auch von Gedichten.
Gemeinsam mit Maeda Yūgure trat er der von Onoe Saishū gegründeten Künstlergruppe Shazensō-sha bei.

## Werke
- „Bäume“, „Tanka“. Übersetzt von Eduard Klopfenstein, in: Sag' ich's euch, geliebte Bäume. Texte aus der Weltliteratur. Hrsg. Frederico Hindermann, 1984, S. 420–425, ISBN 3-7175-1672-8
- In der Ferne der Fuji wolkenlos heiter. Moderne Tanka. Ausgewählt, übersetzt und mit einem Nachwort von Eduard Klopfenstein. Manesse, München 2018. ISBN 978-3-7175-2452-6